# 성공시대 (KBS)
《성공시대》는 1992년 4월 8일부터 1993년 10월 6일까지 방송되었던 시사교양 프로그램이다.

## 같이 보기
- 대기업
- 신화창조의 비밀 (2003년 ~ 2005년)
- 신화창조 (2005년 ~ 2006년)
- 기업 열전 K1 (2009년 ~ 2010년)
- 히든 챔피언 (2013년 4월 ~ 2013년 8월)
- 작은 거인 (2013년 10월 ~ 2013년 12월)